# アトランティコ・パビリオン
アトランティコ・パビリオン（葡: Pavilhão Atlântico、もしくはアルティス・アリーナ）は、ポルトガル・リスボンにある施設。

## 概要
1998年開催のリスボン万博のメイン会場として建設。同博覧会では主要行事である開・閉会式や、ナショナルデーやコンサートの会場として使用された。
万博終了後は世界の有名アーティストのライブをはじめ、2009年のポルトガル語圏競技大会の会場としても使用された。
2013年にポルトガルテレコムの子会社MEOに命名権を取得。2017年10月にブランド変更で現在に名称になっている。
2018年には当地で第63回ユーロビジョン・ソング・コンテストがポルトガルで初めて開催。イスラエル代表のネッタ・バルジライが優勝した。